# Луї Брассен
Луї Брассен (фр. Louis Brassin; 24 червня 1840, Ахен — 5 травня 1884, Санкт-Петербург) — бельгійський композитор, піаніст, професор Петербурзької консерваторії (1879—1884).
Музичну освіту отримав у Лейпцизькій консерваторії. Працював у Берлінській та Брюссельській консерваторіях.